# Deutsches Aktieninstitut
Das Deutsche Aktieninstitut e. V. ist ein Verband für Unternehmen und Institutionen, die am deutschen Kapitalmarkt tätig sind. Die über 200 Mitglieder repräsentieren rund 90 Prozent der Marktkapitalisierung deutscher börsennotierter Aktiengesellschaften. Das Deutsche Aktieninstitut hat seinen Sitz in Frankfurt am Main sowie Büros in Brüssel und Berlin.

## Geschichte
1953 wurde der Arbeitskreis zur Förderung der Aktie gegründet. Seit 2003 vertritt das Deutsche Aktieninstitut – in der Nachfolge des aufgelösten Finanzplatz e. V. – als Stimme des Kapitalmarkts die Interessen des gesamten Finanzplatzes Deutschland.
Seit 2013 führt das Deutsche Aktieninstitut die Geschäftsstelle der Regierungskommission Deutscher Corporate Governance Kodex und unterstützt die Regierungskommission bei ihrer Arbeit.

## Arbeitsfelder
Das Deutsche Aktieninstitut begleitet aktiv Gesetzesvorhaben auf deutscher und internationaler Ebene. Die Arbeit konzentriert sich hierbei auf die thematischen Schwerpunkte Primärmarkt, Sekundärmarkt, Corporate Governance, Nachhaltigkeit und Compliance sowie ökonomische Bildung. Dazu gehören beispielsweise europäische Richtlinien und Verordnungen (z. B. Marktinfrastrukturverordnung und Finanzmarktrichtlinie), die Europa AG, Finanzmarktförderungsgesetze, das GwG, die Namensaktie und Konsultationen zu Gesetzgebungsverfahren wie das Zukunftsfinanzierungsgesetz, das Generationenkapital, das Lieferkettensorgfaltspflichtengesetz (LkSG) oder der EU Listing Act.
Für Emittenten und die interessierte Öffentlichkeit veröffentlicht das Deutsche Aktieninstitut Positionspapiere und Studien zu unterschiedlichen Aspekten des Kapitalmarkts. Es veranstaltet Konferenzen zu Kapitalmarktthemen und veröffentlicht die jährlichen Aktionärszahlen.
Das Deutsche Aktieninstitut verleiht den Meritum-Preis der Deutschen Wirtschaft. Es zeichnet damit Persönlichkeiten, Organisationen, Initiativen und Projekte aus, die sich in besonderem Maße für die deutsche Wirtschaft, die Anliegen der Sozialen Marktwirtschaft sowie die ökonomische Bildung und das bessere Verständnis wirtschaftlicher Zusammenhänge engagiert haben. Der Preis kann in den beiden Kategorien Meritum Ehrenpreis und Meritum Förderpreis vergeben werden.
Bis 2018 hat das Deutsche Aktieninstitut jährlich die besten wissenschaftlichen Abschlussarbeiten, die sich mit der Förderung der Aktie als Anlageform oder Instrument der Unternehmensfinanzierung befassen, mit dem Hochschulpreis ausgezeichnet.

### Ziele
Ziel des Deutschen Aktieninstituts ist es, Rahmenbedingungen für leistungsfähige Kapitalmärkte zu schaffen, die Aktie als Finanzierungs- und Anlageinstrument in Deutschland zu fördern und die Position Deutschlands als Standort für Finanzdienstleistungen im internationalen Wettbewerb zu stärken. Das Deutsche Aktieninstitut hat seinen eigenen Eintrag auf Lobbypedia, wo insbesondere die Lobbyarbeit gegen eine EU-weite Finanztransaktionssteuer beleuchtet wird.

## Organisation
Seit Mai 2023 ist Melanie Kreis Präsidentin des Deutschen Aktieninstituts. Sie folgte auf Hans-Ulrich Engel, der von Mai 2017 bis Mai 2023 Präsident des Deutschen Aktieninstituts war. Geschäftsführendes Vorstandsmitglied war von September 2012 bis Juni 2024 Christine Bortenlänger. Sie war Nachfolgerin von Rüdiger von Rosen. Seit dem 1. Juli 2024 ist Henriette Peucker Geschäftsführende Vorständin des Deutschen Aktieninstituts.